# Aka diagonoxea
Aka diagonoxea är en svampdjursart som beskrevs av Thomas 1968. Aka diagonoxea ingår i släktet Aka och familjen Phloeodictyidae. Inga underarter finns listade i Catalogue of Life.